# Statistiques et records de la Coupe du monde de rugby à XV
Cet article présente les statistiques et records de la Coupe du monde de rugby à XV obtenus lors de toutes les éditions depuis la première en 1987. En gras, apparaissent les joueurs en activité internationale. L'Afrique du Sud n'a pas disputé les deux premières Coupes du monde pour cause d'apartheid.

## Statistiques

### Toutes Coupes du monde confondues

#### Palmarès
Récapitulation de la finale et de la finale pour la 3e place de chaque Coupe du monde depuis 1987 :
| Édition | Hôte principal   | Champion         | Score    | Finaliste        | Troisième        | Score | Quatrième        |
| 1987    | Nouvelle-Zélande | Nouvelle-Zélande | 29-9     | France           | Pays de Galles   | 22-21 | Australie        |
| 1991    | Angleterre       | Australie        | 12-6     | Angleterre       | Nouvelle-Zélande | 13-6  | Écosse           |
| 1995    | Afrique du Sud   | Afrique du Sud   | 15-12 ap | Nouvelle-Zélande | France           | 19-9  | Angleterre       |
| 1999    | Pays de Galles   | Australie        | 35-12    | France           | Afrique du Sud   | 22-18 | Nouvelle-Zélande |
| 2003    | Australie        | Angleterre       | 20-17 ap | Australie        | Nouvelle-Zélande | 40-17 | France           |
| 2007    | France           | Afrique du Sud   | 15-6     | Angleterre       | Argentine        | 34-10 | France           |
| 2011    | Nouvelle-Zélande | Nouvelle-Zélande | 8-7      | France           | Australie        | 21-18 | Pays de Galles   |
| 2015    | Angleterre       | Nouvelle-Zélande | 34-17    | Australie        | Afrique du Sud   | 24-13 | Argentine        |
| 2019    | Japon            | Afrique du Sud   | 32-12    | Angleterre       | Nouvelle-Zélande | 40-17 | Pays de Galles   |
| 2023    | France           | Afrique du Sud   | 12-11    | Nouvelle-Zélande | Angleterre       | 26-23 | Argentine        |

#### Coupes remportées
Cette table récapitule les détails concernant les vainqueurs de la Coupe du monde de rugby à XV :
| Rang | Nombre de participations | Coupes remportées | Équipe           | Éditions             |
| 1    | 8                        | 4                 | Afrique du Sud   | 1995, 2007,2019,2023 |
| 2    | 10                       | 3                 | Nouvelle-Zélande | 1987, 2011, 2015     |
| 3    | 10                       | 2                 | Australie        | 1991, 1999           |
| 4    | 10                       | 1                 | Angleterre       | 2003                 |

- Plus grand nombre de Coupes du monde remportées à domicile : Nouvelle-Zélande (1987 et 2011)

- Plus grand nombre de Coupes du monde remportées à l'extérieur (et dans l'autre hémisphère) : Afrique du Sud (2007, 2019 et 2023).

#### Accessions en finale, demi-finale et quart de finale
La table ci-après résume le stade atteint par chacune des treize équipes s'étant qualifiées pour au moins les quarts de finale de Coupe du monde, à partir de 2027 instroduction de 8éme de finale :
| Rang | Nombre d'éditions | Finales | Demi-finales | Quarts de finale | Équipe           |
| ---- | ----------------- | ------- | ------------ | ---------------- | ---------------- |
| 1    | 10                | 5       | 9            | 10               | Nouvelle-Zélande |
| 2    | 10                | 4       | 6            | 9                | Australie        |
| 3    | 10                | 4       | 6            | 9                | Angleterre       |
| 4    | 8                 | 4       | 6            | 8                | Afrique du Sud   |
| 5    | 10                | 3       | 6            | 10               | France           |
| 6    | 10                | 0       | 3            | 7                | Pays de Galles   |
| 7    | 10                | 0       | 3            | 5                | Argentine        |
| 8    | 10                | 0       | 1            | 7                | Écosse           |
| 9    | 10                | 0       | 0            | 8                | Irlande          |
| 10   | 9                 | 0       | 0            | 3                | Fidji            |
| 11   | 9                 | 0       | 0            | 2                | Samoa            |
| 12   | 9                 | 0       | 0            | 1                | Canada           |
| 12   | 9                 | 0       | 0            | 1                | Japon            |

#### Matchs joués et victoires
Les matchs annulés de la Coupe du monde 2019 au Japon ne sont pas pris en compte.
| Rang | Nombre de participations | Matchs | Victoires | Sélections       |
| 1    | 10                       | 63     | 54        | Nouvelle-Zélande |
| 2    | 10                       | 58     | 42        | Angleterre       |
| 3    | 10                       | 58     | 41        | France           |
| 4    | 10                       | 57     | 44        | Australie        |
| 5    | 8                        | 54     | 42        | Afrique du Sud   |
| 6    | 10                       | 49     | 30        | Pays de Galles   |
| 7    | 10                       | 48     | 25        | Argentine        |
| 8    | 10                       | 46     | 26        | Écosse           |
| 9    | 10                       | 45     | 28        | Irlande          |
| 10   | 9                        | 37     | 13        | Fidji            |
| 11   | 10                       | 37     | 10        | Japon            |
| 12   | 9                        | 36     | 13        | Samoa            |
| 13   | 10                       | 35     | 15        | Italie           |
| 14   | 9                        | 33     | 9         | Tonga            |
| 15   | 9                        | 33     | 7         | Canada           |
| 16   | 9                        | 32     | 6         | Roumanie         |
| 17   | 8                        | 29     | 3         | États-Unis       |
| 18   | 7                        | 26     | 0         | Namibie          |
| 19   | 6                        | 24     | 5         | Géorgie          |
| 20   | 5                        | 19     | 4         | Uruguay          |
| 21   | 2                        | 8      | 1         | Portugal         |
| 22   | 2                        | 8      | 0         | Russie           |
| 23   | 2                        | 6      | 0         | Zimbabwe         |
| 23   | 1                        | 4      | 0         | Chili            |
| 25   | 1                        | 3      | 0         | Côte d'Ivoire    |
| 25   | 1                        | 3      | 0         | Espagne          |

#### Points et essais marqués par une équipe
Récapitulation des résultats en termes de points et d'essais marqués de chacune des vingt-cinq sélections nationales ayant participé à au moins une phase finale de Coupe du monde. En plus du nombre de participations figure l'année de début de participation dont la première occurrence fournit un lien vers l'édition concernée. Les deux dernières compétitions ne figurent pas, aucune nouvelle nation ne s'étant qualifiée en 2015  ni en 2019.
| Rang | Nombre de participations | Première participation | Points | Essais | Sélection        |
| 1    | 10                       | 1987                   | 2888   | 396    | Nouvelle-Zélande |
| 2    | 10                       | 1987                   | 1887   | 241    | Australie        |
| 3    | 10                       | 1987                   | 1823   | 213    | France           |
| 4    | 10                       | 1987                   | 1790   | 190    | Angleterre       |
| 5    | 8                        | 1995                   | 1720   | 201    | Afrique du Sud   |
| 6    | 10                       | 1987                   | 1398   | 168    | Pays de Galles   |
| 7    | 10                       | 1987                   | 1407   | 167    | Écosse           |
| 8    | 10                       | 1987                   | 1322   | 164    | Irlande          |
| 9    | 10                       | 1987                   | 1283   | 134    | Argentine        |
| 10   | 9                        | 1987                   | 844    | 98     | Fidji            |
| 11   | 9                        | 1991                   | 804    | 94     | Samoa            |
| 12   | 10                       | 1987                   | 753    | 85     | Japon            |
| 13   | 10                       | 1987                   | 741    | 83     | Italie           |
| 14   | 9                        | 1987                   | 568    | 67     | Tonga            |
| 15   | 9                        | 1987                   | 541    | 58     | Canada           |
| 16   | 8                        | 1987                   | 402    | 44     | États-Unis       |
| 17   | 9                        | 1987                   | 397    | 44     | Roumanie         |
| 18   | 6                        | 2003                   | 326    | 30     | Géorgie          |
| 19   | 7                        | 1999                   | 285    | 30     | Namibie          |
| 20   | 5                        | 1999                   | 253    | 27     | Uruguay          |
| 21   | 2                        | 2007                   | 102    | 12     | Portugal         |
| 22   | 2                        | 1987                   | 84     | 11     | Zimbabwe         |
| 23   | 2                        | 2011                   | 76     | 9      | Russie           |
| 24   | 1                        | 1995                   | 29     | 3      | Côte d'Ivoire    |
| 25   | 1                        | 2023                   | 27     | 4      | Chili            |
| 26   | 1                        | 1999                   | 18     | 0      | Espagne          |

#### Points marqués par un joueur
| Rang | Points | Joueur            | Pays             |
| 1    | 277    | Jonny Wilkinson   | Angleterre       |
| 2    | 227    | Gavin Hastings    | Écosse           |
| 3    | 195    | Michael Lynagh    | Australie        |
| 3    | 195    | Handré Pollard    | Afrique du Sud   |
| 5    | 191    | Daniel Carter     | Nouvelle-Zélande |
| 6    | 176    | Owen Farrell      | Angleterre       |
| 7    | 170    | Grant Fox         | Nouvelle-Zélande |
| 8    | 163    | Andrew Mehrtens   | Nouvelle-Zélande |
| 9    | 156    | Nicolas Sanchez   | Argentine        |
| 10   | 140    | Chris Paterson    | Écosse           |
| 11   | 136    | Frédéric Michalak | France           |
| 12   | 135    | Gonzalo Quesada   | Argentine        |
| 13   | 131    | Jonathan Sexton   | Irlande          |
| 14   | 125    | Felipe Contepomi  | Argentine        |
| 14   | 125    | Matt Burke        | Australie        |
| 14   | 125    | Nicky Little      | Fidji            |
| 17   | 124    | Thierry Lacroix   | France           |
| 17   | 124    | Dan Biggar        | Pays de Galles   |
| 19   | 120    | Gareth Rees       | Canada           |
| 20   | 111    | Percy Montgomery  | Afrique du Sud   |
| 21   | 101    | Tommaso Allan     | Italie           |
| 22   | 100    | Elton Flatley     | Australie        |

#### Essais marqués par un joueur
| Rang | Essais | Joueur             | Pays             |
| 1    | 15     | Jonah Lomu         | Nouvelle-Zélande |
| 1    | 15     | Bryan Habana       | Afrique du Sud   |
| 3    | 14     | Drew Mitchell      | Australie        |
| 4    | 13     | Doug Howlett       | Nouvelle-Zélande |
| 5    | 12     | Adam Ashley-Cooper | Australie        |
| 6    | 11     | Rory Underwood     | Angleterre       |
| 6    | 11     | Joe Rokocoko       | Nouvelle-Zélande |
| 6    | 11     | Chris Latham       | Australie        |
| 6    | 11     | Vincent Clerc      | France           |
| 10   | 10     | David Campese      | Australie        |
| 10   | 10     | Brian Lima         | Samoa            |
| 10   | 10     | Shane Williams     | Pays de Galles   |

### Lors d'une seule Coupe du monde

#### Points marqués par un joueur
| Rang | Points | Joueur            | Pays             | Année |
| ---- | ------ | ----------------- | ---------------- | ----- |
| 1    | 126    | Grant Fox         | Nouvelle-Zélande | 1987  |
| 2    | 113    | Jonny Wilkinson   | Angleterre       | 2003  |
| 3    | 112    | Thierry Lacroix   | France           | 1995  |
| 4    | 105    | Percy Montgomery  | Afrique du Sud   | 2007  |
| 5    | 104    | Gavin Hastings    | Écosse           | 1995  |
| 6    | 103    | Frédéric Michalak | France           | 2003  |
| 7    | 102    | Gonzalo Quesada   | Argentine        | 1999  |
| 8    | 101    | Matt Burke        | Australie        | 1999  |
| 9    | 100    | Elton Flatley     | Australie        | 2003  |
| 10   | 97     | Jannie de Beer    | Afrique du Sud   | 1999  |
| -    | 97     | Nicolas Sanchez   | Argentine        | 2015  |

#### Essais marqués par un joueur
| Rang | Essais | Joueur               | Pays             | Année |
| ---- | ------ | -------------------- | ---------------- | ----- |
| 1    | 8      | Jonah Lomu           | Nouvelle-Zélande | 1999  |
| 1    | 8      | Bryan Habana         | Afrique du Sud   | 2007  |
| 1    | 8      | Julian Savea         | Nouvelle-Zélande | 2015  |
| 1    | 8      | Will Jordan          | Nouvelle-Zélande | 2023  |
| 5    | 7      | Marc Ellis           | Nouvelle-Zélande | 1995  |
| 5    | 7      | Jonah Lomu           | Nouvelle-Zélande | 1995  |
| 5    | 7      | Doug Howlett         | Nouvelle-Zélande | 2003  |
| 5    | 7      | Mils Muliaina        | Nouvelle-Zélande | 2003  |
| 5    | 7      | Drew Mitchell        | Australie        | 2007  |
| 5    | 7      | Josh Adams           | Pays de Galles   | 2019  |
| 11   | 6      | Craig Green          | Nouvelle-Zélande | 1987  |
| 11   | 6      | John Kirwan          | Nouvelle-Zélande | 1987  |
| 11   | 6      | David Campese        | Australie        | 1991  |
| 11   | 6      | Jean-Baptiste Lafond | France           | 1991  |
| 11   | 6      | Jeff Wilson          | Nouvelle-Zélande | 1999  |
| 11   | 6      | Doug Howlett         | Nouvelle-Zélande | 2007  |
| 11   | 6      | Shane Williams       | Pays de Galles   | 2007  |
| 11   | 6      | Chris Ashton         | Angleterre       | 2011  |
| 11   | 6      | Vincent Clerc        | France           | 2011  |
| 11   | 6      | Keith Earls          | Irlande          | 2011  |
| 11   | 6      | Nehe Milner-Skudder  | Nouvelle-Zélande | 2015  |
| 11   | 6      | Makazole Mapimpi     | Afrique du Sud   | 2019  |
| 11   | 6      | Damian Penaud        | France           | 2023  |

### Lors d'un seul match

#### Points marqués par une équipe
| Rang | Points | Équipe           | Adversaire    | Édition |
| ---- | ------ | ---------------- | ------------- | ------- |
| 1    | 145    | Nouvelle-Zélande | Japon         | 1995    |
| 2    | 142    | Australie        | Namibie       | 2003    |
| 3    | 111    | Angleterre       | Uruguay       | 2003    |
| 4    | 108    | Nouvelle-Zélande | Portugal      | 2007    |
| 5    | 101    | Nouvelle-Zélande | Italie        | 1999    |
| 5    | 101    | Angleterre       | Tonga         | 1999    |
| 7    | 96     | France           | Namibie       | 2023    |
| 7    | 96     | Nouvelle-Zélande | Italie        | 2023    |
| 9    | 91     | Nouvelle-Zélande | Tonga         | 2003    |
| 9    | 91     | Australie        | Japon         | 2007    |
| 11   | 90     | Australie        | Roumanie      | 2003    |
| 12   | 89     | Écosse           | Côte d'Ivoire | 1995    |
| 13   | 87     | France           | Namibie       | 2007    |
| 13   | 87     | Afrique du Sud   | Namibie       | 2011    |
| 15   | 85     | Nouvelle-Zélande | Roumanie      | 2007    |
| 16   | 84     | Angleterre       | Géorgie       | 2003    |
| 16   | 84     | Écosse           | Roumanie      | 2023    |
| 18   | 83     | Nouvelle-Zélande | Japon         | 2011    |
| 19   | 82     | Irlande          | Roumanie      | 2023    |

#### Essais marqués par une équipe
| Rang | Essais | Pays             | Score  | Adversaire    | Édition |
| ---- | ------ | ---------------- | ------ | ------------- | ------- |
| 1    | 22     | Australie        | 142-0  | Namibie       | 2003    |
| 2    | 21     | Nouvelle-Zélande | 145-17 | Japon         | 1995    |
| 3    | 17     | Angleterre       | 111-13 | Uruguay       | 2003    |
| 4    | 16     | Nouvelle-Zélande | 108-13 | Portugal      | 2007    |
| 5    | 14     | France           | 96-0   | Namibie       | 2023    |
| 5    | 14     | Nouvelle-Zélande | 101-3  | Italie        | 1999    |
| 5    | 14     | Nouvelle-Zélande | 96-17  | Italie        | 2023    |
| 8    | 13     | France           | 70-12  | Zimbabwe      | 1987    |
| 8    | 13     | Écosse           | 89-0   | Côte d'Ivoire | 1995    |
| 8    | 13     | Angleterre       | 101-10 | Tonga         | 1999    |
| 8    | 13     | Australie        | 90-8   | Roumanie      | 2003    |
| 8    | 13     | Nouvelle-Zélande | 91-7   | Tonga         | 2003    |
| 8    | 13     | Australie        | 91-3   | Japon         | 2007    |
| 8    | 13     | France           | 87-10  | Namibie       | 2007    |
| 8    | 13     | Nouvelle-Zélande | 85-8   | Roumanie      | 2007    |
| 8    | 13     | Nouvelle-Zélande | 83-7   | Japon         | 2011    |

#### Différence de points par match
| Rang | Différence de points | Score  | Équipe           | Adversaire    | Édition |
| ---- | -------------------- | ------ | ---------------- | ------------- | ------- |
| 1    | 142                  | 142-0  | Australie        | Namibie       | 2003    |
| 2    | 128                  | 145-17 | Nouvelle-Zélande | Japon         | 1995    |
| 3    | 98                   | 101-3  | Nouvelle-Zélande | Italie        | 1999    |
| 3    | 98                   | 111-13 | Angleterre       | Uruguay       | 2003    |
| 5    | 96                   | 96-0   | France           | Namibie       | 2023    |
| 6    | 95                   | 108-13 | Nouvelle-Zélande | Portugal      | 2007    |
| 7    | 91                   | 101-10 | Angleterre       | Tonga         | 1999    |
| 8    | 89                   | 89-0   | Écosse           | Côte d'Ivoire | 1995    |
| 9    | 88                   | 91-3   | Australie        | Japon         | 2007    |
| 10   | 87                   | 87-0   | Afrique du Sud   | Namibie       | 2011    |
| 11   | 84                   | 84-0   | Écosse           | Roumanie      | 2023    |

#### Points marqués par un joueur
| Rang | Points | Joueur             | Équipe           | Adversaire    | Édition |
| ---- | ------ | ------------------ | ---------------- | ------------- | ------- |
| 1    | 45     | Simon Culhane      | Nouvelle-Zélande | Japon         | 1995    |
| 2    | 44     | Gavin Hastings     | Écosse           | Côte d'Ivoire | 1995    |
| 3    | 42     | Mat Rogers         | Australie        | Namibie       | 2003    |
| 4    | 36     | Paul Grayson       | Angleterre       | Tonga         | 1999    |
| 4    | 36     | Tony Brown         | Nouvelle-Zélande | Italie        | 1999    |
| 6    | 34     | Jannie de Beer     | Afrique du Sud   | Angleterre    | 1999    |
| 7    | 33     | Nick Evans         | Nouvelle-Zélande | Portugal      | 2007    |
| 8    | 32     | Jonny Wilkinson    | Angleterre       | Italie        | 1999    |
| 9    | 31     | Gavin Hastings     | Écosse           | Tonga         | 1995    |
| 10   | 30     | Didier Camberabero | France           | Zimbabwe      | 1987    |
| 10   | 30     | Marc Ellis         | Nouvelle-Zélande | Japon         | 1995    |
| 10   | 30     | Elton Flatley      | Australie        | Roumanie      | 2003    |

#### Essais marqués par un joueur
| Rang | Essais | Joueur           | Équipe           | Adversaire    | Édition |
| ---- | ------ | ---------------- | ---------------- | ------------- | ------- |
| 1    | 6      | Marc Ellis       | Nouvelle-Zélande | Japon         | 1995    |
| 2    | 5      | Chris Latham     | Australie        | Namibie       | 2003    |
| 2    | 5      | Josh Lewsey      | Angleterre       | Uruguay       | 2003    |
| 2    | 5      | Henry Arundell   | Angleterre       | Chili         | 2023    |
| 5    | 4      | Ieuan Evans      | Pays de Galles   | Canada        | 1987    |
| 5    | 4      | Craig Green      | Nouvelle-Zélande | Fidji         | 1987    |
| 5    | 4      | John Gallagher   | Nouvelle-Zélande | Fidji         | 1987    |
| 5    | 4      | Brian Robinson   | Irlande          | Zimbabwe      | 1991    |
| 5    | 4      | Jonah Lomu       | Nouvelle-Zélande | Angleterre    | 1995    |
| 5    | 4      | Gavin Hastings   | Écosse           | Côte d'Ivoire | 1995    |
| 5    | 4      | Chester Williams | Afrique du Sud   | Samoa         | 1995    |
| 5    | 4      | Keith Wood       | Irlande          | États-Unis    | 1999    |
| 5    | 4      | Bryan Habana     | Afrique du Sud   | Samoa         | 2007    |
| 5    | 4      | Vereniki Goneva  | Fidji            | Namibie       | 2011    |
| 5    | 4      | Darcy Graham     | Écosse           | Roumanie      | 2023    |

## Statistiques par édition
| Édition | Meilleur réalisateur | Meilleur marqueur d'essais             | Score le plus élevé                                               | Différence la plus élevée              | Plus d'essais marqués dans un match                           |
| ------- | -------------------- | -------------------------------------- | ----------------------------------------------------------------- | -------------------------------------- | ------------------------------------------------------------- |
| 1987    | Grant Fox 126        | Craig Green 6 John Kirwan 6            | Nouvelle-Zélande 74 contre Fidji                                  | Nouvelle-Zélande 64 contre Italie      | France 13 contre Zimbabwe                                     |
| 1991    | Ralph Keyes 68       | David Campese 6 Jean-Baptiste Lafond 6 | Irlande 55 contre Zimbabwe                                        | Irlande 44 et Japon 44 contre Zimbabwe | Japon 9 contre Zimbabwe                                       |
| 1995    | Thierry Lacroix 112  | Jonah Lomu 7                           | Nouvelle-Zélande 145 contre Japon                                 | Nouvelle-Zélande 128 contre Japon      | Nouvelle-Zélande 21 contre Japon                              |
| 1999    | Gonzalo Quesada 102  | Jonah Lomu 8                           | Nouvelle-Zélande 101 contre Italie et Angleterre 101 contre Tonga | Nouvelle-Zélande 98 contre Italie      | Nouvelle-Zélande 14 contre Italie                             |
| 2003    | Jonny Wilkinson 113  | Doug Howlett 7 Mils Muliaina 7         | Australie 142 contre Namibie                                      | Australie 142 contre Namibie           | Australie 22 contre Namibie                                   |
| 2007    | Percy Montgomery 105 | Bryan Habana 8                         | Nouvelle-Zélande 108 contre Portugal                              | Nouvelle-Zélande 95 contre Portugal    | Nouvelle-Zélande 16 contre Portugal                           |
| 2011    | Morné Steyn 62       | Vincent Clerc 6 Chris Ashton 6         | Afrique du Sud 87 contre Namibie                                  | Afrique du Sud 87 contre Namibie       | Nouvelle-Zélande 13 contre Japon                              |
| 2015    | Nicolás Sánchez 97   | Julian Savea 8                         | Australie 65 contre Uruguay                                       | Afrique du Sud 64 contre États-Unis    | Australie 11 contre Uruguay                                   |
| 2019    | Handre Pollard 69    | Josh Adams 7                           | Nouvelle-Zélande 71 contre Namibie                                | Nouvelle-Zélande 63 contre Canada      | Nouvelle-Zélande 11 contre Namibie                            |
| 2023    | Owen Farrell 75      | Will Jordan 8                          | Nouvelle-Zélande 96 contre Italie et France 96 contre Namibie     | France 96 contre Namibie               | Nouvelle-Zélande 14 contre Italie et France 14 contre Namibie |

## Records et anecdotes
(mis à jour le 19 septembre 2023)
- Plus grand nombre de points inscrits par le vainqueur d'un match : 145, Nouvelle-Zélande - Japon en 1995, en phases de poule (score final 145-17) ;
- Plus grand écart au score dans un match : 142, Australie - Namibie en 2003, en phases de poule (score final 142-0) ;
- Plus grand nombre d'essais pour un match : 22, Australie - Namibie en 2003 ;
- Plus grand nombre d'essais pour un match éliminatoire : 10 essais, Nouvelle-Zélande - France, en quart de finale en 2015 (score final 62-13) ;
- Plus grand nombre de drops cumulés pendant la compétition : 8, par l'Anglais Jonny Wilkinson en 2003 ;
- Plus grand nombre de drops cumulés pendant les phases finales : 6, par le Sud-Africain Jannie de Beer en 1999 ;
- Plus grand nombre de drops marqués dans un match : 5, par le Sud-Africain Jannie de Beer, quart de finale Afrique du Sud - Angleterre en 1999 ;
- Plus mauvaise performance pour le pays organisateur : Angleterre en 2015, phase de poules ;
- Pire résultat d'un ancien champion du monde : élimination en phase de groupes de l'Angleterre en 2015 et l'Australie en 2023 ;
- Match le plus joué : France - Nouvelle-Zélande, huit fois : 1987, 1999, 2003, 2007, 2011 (deux fois), 2015 et 2023 ;
- Plus grand nombre de qualifications pour une finale : 5 fois, Nouvelle-Zélande (1987,1995,2011,2015 et 2023) ;
- Plus de finales perdues : 3 fois, France (1987, 1999 et 2011) et Angleterre (1991, 2007 et 2019) ;
- Finale avec le plus grand nombre total de points : Nouvelle-Zélande - Australie en 2015 (34-17), soit 51 points, et cinq essais en tout ;
- Finale la moins prolifique : Nouvelle-Zélande - France en 2011 (8-7), soit 15 points, et un essai chacun ;
- Finales sans essai marqué : 1995 et 2007 ;

- À Quatre reprises, deux sélections se sont rencontrées en phase de groupe puis en phase éliminatoire au cours d'une même édition : 
  - 2007 : Argentine - France en match d'ouverture et en petite finale ;
  - 2007 : Afrique du Sud - Angleterre en match de poule et en finale ;
  - 2011 : France - Nouvelle-Zélande en match de poule et en finale ;
  - 2023 : Argentine - Angleterre en match de poule et en petite finale ;

- Quatre formations sont parvenues en finale après avoir perdu en phase qualificative : l'Angleterre en 1991 et 2007 ; la France en 2011, parvenant à se qualifier après deux défaites en poule ; l'Afrique du Sud en 2019 et 2023, réussissant même à devenir championne du monde sur ces deux mondial ; la Nouvelle-Zélande en 2023
- La Finale de 2023 et la première ou deux équipes qui ont déjà perdu un match dans le mondial ;
- Nations ayant le plus souvent joué en match d'ouverture : quatre fois pour la Nouvelle-Zélande en 1987, 1991, 2011 et 2023 ;
- Trois équipes nationales sont parvenues en quart de finale de toutes les Coupes du monde : la France, la Nouvelle-Zélande et l'Afrique du Sud (depuis 1995 pour celle-ci) ;
- Parmi les équipes du Tier 2, seul le Japon a participé à toutes les éditions ;

- Au cours des neuf éditions de la Coupe du monde se sont produits quelques résultats très inattendus :
  - l'Italie est la seule nation du Tier 1 à ne s'être jamais qualifiée pour la phase éliminatoire
  - inversement, quatre nations du Tier 2 sont allées en quarts de finale : les Fidji (1987, 2007 et 2023), le Canada (1991), les Samoa (1991 et 1995) et le Japon (2019)
  - le Pays de Galles est la seule nation du Tier 1 à avoir perdu trois fois contre des nations du tiers 2, deux fois par les Samoa en 1991, 1999 et une fois par les Fidji en 2007
  - la non qualification en 2015 de l'Angleterre, nation hôte, après deux défaites en poule face au pays de Galles et à l'Australie
  - deux nations ont réussi à se qualifier pour les quarts de finale avec deux défaites en poule : la France en 2011 et les Fidji en 2023
  - les Fidji sont la seule nation à réussir à se qualifier pour les quarts de finale après une seule victoire en poule (1987, groupes de quatre équipes)
  - l'Irlande ne s'est jamais qualifiée en demi-finale
  - la Namibie n'a toujours pas remporté une seule victoire en Coupe du monde en sept participations
  - le Japon est le seul pays à ne pas s'être qualifié pour la phase finale après trois victoires en phase de groupes (2015, poules de cinq)
  - 2019 : le Japon est le premier pays du tiers 2 qui arrive en tête de la poule, une première également pour une équipe asiatique
  - 2019 : le Japon est le premier pays du tiers 2 à avoir dominé sa poule et à remporter tous ses matchs
  - 2019 : le Japon est le premier pays du tiers 2 à avoir battu deux pays du premier niveau (Irlande et Écosse) en une seule campagne de Coupe du monde.

- Faits surprenants en match de poule et éliminatoire :

- - 1987 : victoire en demi-finale de la France sur l'Australie, hôte de la première Coupe du monde
  - 1991 : victoire des Samoa contre le Pays de Galles en poule a Cardiff
  - 1995 : élimination de l'Australie, tenante du titre, par l'Angleterre en quarts de finale
  - 1995 : Afrique du sud nations hôte, premier mondial championne du monde après prolongation contre la Nouvelle-Zélande
  - 1999 : Nouvelle victoire des Samoa contre le Pays de Galles en poule a Cardiff
  - 1999 : qualification de l'Argentine en quart de finale après un match de barrage contre l'Irlande
  - 1999 : victoire en demi-finale de la France contre la Nouvelle-Zélande à Twickenham
  - 2003 : Angleterre championne du monde après prolongation contre l'Australie pays hôte
  - 2007 : Argentine premier de poule après sa victoire sur la France pays hôte et l'Irlande
  - 2007 : victoire de l'Angleterre contre l'Australie et de la France contre la Nouvelle-Zélande en quart de finale
  - 2011 : victoire des Tonga face à la France en poule
  - 2011 : victoire de Irlande contre l'Australie en poule
  - 2015 : élimination en phase qualificative de l'Angleterre pays hôte
  - 2015 : victoire du Japon contre l'Afrique du Sud en poule
  - 2019 : Japon pays hôte premier de poule, victoire contre l'Irlande et l'Écosse, qualification en quart de finale
  - 2019 : victoire de l'Angleterre contre la Nouvelle-Zélande double championne du monde en demi-finale.
  - 2023 : élimination en phase qualificative de l'Australie
  - 2023 : Victoire en poule de la France et Irlande contre de la Nouvelle-Zélande et l'Afrique du Sud
  - 2023 : Victoire des Fidji contre l'Australie en poule
  - 2023 : Victoire du Portugal contre les Fidji en poule

- Marqueur d'essai le plus âgé : Diego Ormaechea, 40 ans et 13 jours en 1999 contre l'Espagne
- Plus jeune marqueur d'essai : George North, 19 ans et 166 jours en 2011 contre la Namibie
- Plus jeune joueur en Coupe du monde : Vasil Lobzhanidze, 18 ans et 340 jours en 2015 contre les Tonga.

- Affluences en finale :
  - plus grand nombre de spectateurs : 82 957 au Telstra Stadium de Sydney en 2003
  - dans l'hémisphère Nord : 80 430 au Stade de France à Saint-Denis en 2007.

- Plus grand nombre de spectateurs au cours d'une édition : en 2023 en France
- Plus grand nombre de spectateurs lors d'un match : 89 267 spectateurs au Stade de Wembley à Londres en 2015 pour le match Irlande-Roumanie[3]
- Plus grand nombre de billets vendus au cours d'une édition : en 2015 en Angleterre et au pays de Galles, 2 477 805 spectateurs[4].